# Meadowside
Das Meadowside war ein Fußballstadion in Partick, einem Stadtviertel der schottischen Stadt Glasgow, nördlich des Clyde. Der Fußballverein Partick Thistle nutzte das Stadion zwischen 1897 und 1908 als Heimspielstätte in der Scottish Football League.

## Hintergrund und Geschichte
Der Fußballverein Partick Thistle wurde im Jahr 1876 in der Stadt Partick gegründet, die damals administrativ unabhängig von Glasgow war und 1912 eingemeindet wurde. Der Verein spielte nach seiner Gründung zunächst im Overnewton Park, der sich südlich des Kelvingrove Park befand. Danach war der Jordanvale Park die Heimspielstätte bevor es Anfang der 1880er Jahre in den Muir Park ging. Am Ende der Saison 1884/85 verkaufte Partick Thistle den Muir Park und zog in das Inchview. Nachdem sich Partick Thistle als beliebteste lokale Mannschaft vor dem FC Partick etabliert hatte, trat er 1891 als einer der Gründungsmitglieder der Scottish Football Alliance bei. Später schloss sich der Verein der Scottish Football League an. In der Zweitligasaison 1896/97 stieg der Verein direkt in die erste Liga auf. Seit November 1896 gab es von Thistle Pläne für ein neues Gelände in Meadowside. 1897 schloss Partick einen Pachtvertrag über drei Jahre über ein neunzehn Hektar großes Brachland am Nordufer des Clyde, an der Mündung des Kelvin und einem Sägewerk ab. Im Sommer 1897 wurden die Pläne zum Bau einer überdachten Tribüne beschleunigt. Nach dem Aufstieg zog Partick schließlich in das Meadowside. Das Gelände umfasste eine Tribüne mit 750 Sitzplätzen auf der Nordseite und eine Laufbahn. Das erste Spiel fand am 1. August 1897 in einem Freundschaftsspiel gegen Celtic Glasgow statt und endete mit einer 0:1-Niederlage. In der ersten Saison in der höchsten Spielklasse belegte der Verein den siebten Platz. Nach dem ersten Abstieg 1899, gelang ein Jahr später der direkte Wiederaufstieg. Dies wiederholte sich in den beiden folgenden zwei Spielzeiten. Bis zum Ende der Saison 1907/08 blieb Partick Erstligist und spielte in dieser Spielzeit letztmals im Meadowside. Das letzte Spiel im Meadowside absolvierte Partick am 30. April 1908 gegen Hibernian Edinburgh bei einem 1:1-Unentschieden. Die Besucherrekorde des Stadions waren 16.000 bei einem Wiederholungsspiel der ersten Runde des schottischen Pokals gegen Hibernian am 4. Februar 1905, wobei Thistle mit 4:2 gewann. Weitere 16.000 Zuschauer besuchten am 8. September 1906 ein Erstrundenspiel des Glasgow Cup gegen Celtic. Die höchste Zuschauerzahl in der Liga in Meadowside betrug 11.000 bei einer 1:4-Niederlage gegen die Glasgow Rangers am 3. Januar 1905.

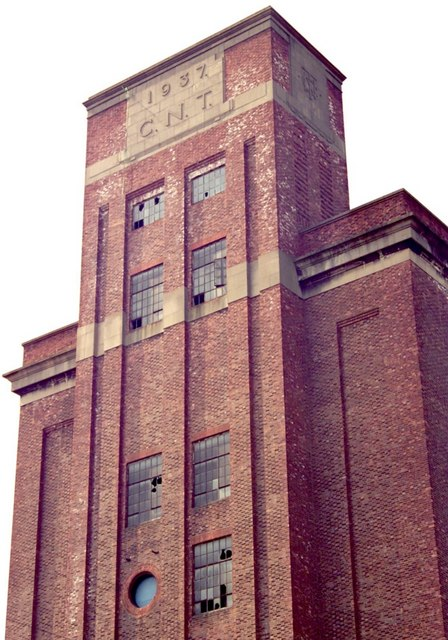
Meadowside-Getreidespeicher (2001)

Am 16. Dezember 1899 wurde das Stadion von den Glasgow Rangers für ein Heimspiel gegen den FC St. Mirren genutzt, da ihr neues Ibrox Stadium noch nicht fertig war.
Im Jahr 1908 beschloss der Clyde Navigation Trust, dem das Grundstück gehörte, die benachbarte Werft auf dem Gelände zu erweitern, und Thistle musste das Meadowside verlassen. Bald darauf wurde an der Stelle des Stadions der Meadowside-Getreidespeicher errichtet, der im 21. Jahrhundert dem Bauprojekt „Glasgow Harbour“ weichen musste.
Nachdem der Verein über eine Saison lang ohne eigenes Stadion war, zog er in das Firhill Stadium, in den Stadtteil Maryhill. Ihr erstes Heimspiel bestritten sie am 18. September 1909 im Firhill bei einem 3:1-Sieg gegen den FC Dumbarton Harp.

## Weblink
- Partick Thistle – The Early Years Meadowside (englisch)